# Thirty a Week

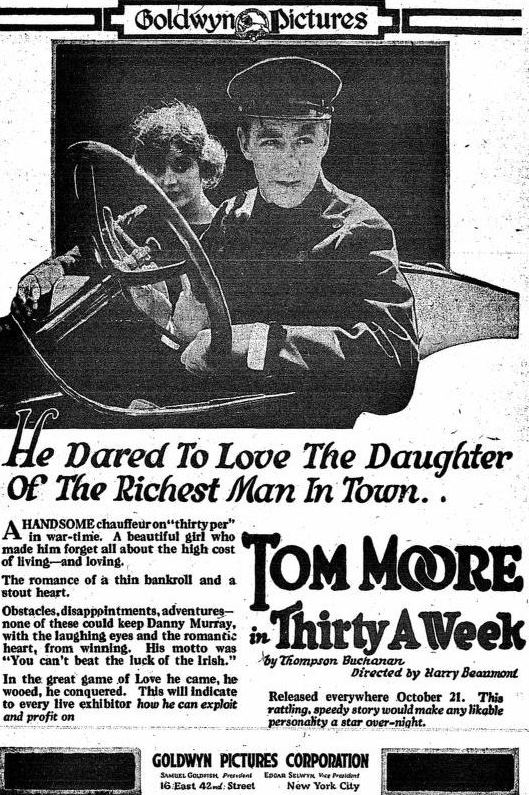
Anunci de la pel·lícula amb Tom Moore i Tallulah Bankhead, aparegut a la pàgina 48 de la revista Variety l'onze d'octubre de 1918.

Thirty a Week és una pel·lícula muda de la Goldwyn Pictures dirigida per Harry Beaumont i protagonitzada per Tom Moore, Tallulah Bankhead i Alec B. Francis. Basada en l'obra de teatre homònima de Thompson Buchanan, la pel·lícula es va estrenar el 17 de novembre de 1918. Es considera una pel·lícula perduda.

## Argument
Barbara Wright, una rica heredera, està promesa amb el també ric Freddy Ruyter però s'enamora del xofer irlandès del seu pare, Dan Murray, i aconsegueix casar-se amb ell. Els recent casats malden per tirar endavant la seva economia malgrat els escassos ingressos de Dan. El pare de Barbara, furiós amb tots dos, l'ha acomiadat i gairebé destrueix la seva felicitat fent que Dan sigui acomiadat de diverses feines. Un dia Dan guanya 300 dòlars en una cursa d'automòbils, però tot seguit els dona a Minnie Molloy, al marit malalt de la qual els metges li han recomanat que es traslladi a l'oest. Malfiant-se del motiu pel qual Dan ha donat aquests diners Barbara decideix tornar a casa dels pares. L'advocat del senyor Wright ofereix a Dan una gran quantitat de diners per anul·lar el matrimoni i, quan Dan es nega, l'advocat esbrina la veritat sobre l'afer dels 300 dòlars. Tocat per la generositat de Dan, el senyor Wright l'accepta a la família i Barbara torna feliçment amb el seu marit.(REF1)

## Repartiment
- Tom Moore (Dan Murray)
- Tallulah Bankhead (Barbara Wright)
- Alec B. Francis (Mr. Wright)
- Brenda Fowler (Mrs. Wright)
- Warburton Gamble (Freddy Ruyter)
- Grace Henderson (Mrs. Murray)
- Ruth Elder (Minnie Molloy)